# Mantoides
Mantoides is een geslacht van vlinders van de familie Lycaenidae.

## Soorten
- M. iljai (Schröder & Treadaway)
- M. licinius Druce, 1896